# Calauria
Calauria (in greco antico: Καλαυρεία?) o Kalaureia o Kalavria (in greco Καλαυρία?) è un'isola molto vicina alla costa di Trezene nel Peloponneso in Grecia, parte dell'attuale isola di Poros.
Strabone descrive il viaggio costiero lungo il golfo di Ermioni:
(Strabone)

## Asylum pre-classico
Su Calauria venne costruito un tempio a Poseidone in ordine dorico, probabilmente intorno al 520 a.C.. La dimensione del tempio era di 27.4 x 14.4 metri ed aveva sei colonne su ciascuno dei lati corti e dodici sui lati lunghi.
C'è una forte evidenza che l'epiteto di Poseidone a Calauria era  Geraistos  (Γεραιστός), una parola proveniente da una sconosciuta lingua preellenica. Un dizionario di Stefano di Bisanzio del VI secolo fornisce i nomi dei figli di Zeus come Geraistos, Tainaros, e Kalauros, che partirono da una località non specificata e giunsero in luoghi diversi del Peloponneso. Geraistos, Tainaros e Calauria sono tutti santuari di Poseidone; nelle due ultime città, uno dei mesi dell'anno era chiamato Geraistios (le uniche altre 'poleis' (πόλεις) con questo mese erano Sparta, Kalymna e Kos). Si è ipotizzato che l'epiteto Geraistios (Γεραίστιος) vale anche per Calauria perché tutti e tre santuari funzionavano come asylum.
Un'altra, più antica eziologia del tempio dice che è stato barattato da Poseidone stesso, che lo ricevette da Apollo in cambio della sua quota di Delfi. Questa storia è attestata da Callimaco, Pausania fa riferimento a Museo, e Strabone si riferisce ad una storia di Eforo. Pausania e Strabone, infine, citano il seguente oracolo: "Per te è la stessa cosa possedere Delo o Calauria / la santissima Python [Delfi] o la ventosa Taenarum."
Calauria venne menzionata da Filostefano in un'opera smarrita, Sulle isole.
Fu a Calauria che Demostene, il famoso oratore, condannato a morte con i suoi amici, dal partito di Atene pro Filippo II, fuggì al santuario di Poseidone; quando gli ufficiali di Antipatro lo raggiunsero, prese del veleno e si suicidò il 12 ottobre del 322 a.C.

## Leggendaria lega anfizionica
Lo storico ellenistico Strabone parla di una lega anfizionica del periodo arcaico, una delle tante leghe elleniche del periodo pre-classico di cui poco si conosce, che aveva sede a Calauria. I reperti archeologici del sito hanno suggerito a Thomas Kelly che la Lega sacra potrebbe essere stata fondata nel secondo quarto del VII secolo a.C., ca 680-650 a.C.; prima di quella data non si riscontrano resti presso il sito, significando che poteva essere usato solo sporadicamente. Un muro peribolos (περίβολος) che chiude il sito del santuario è stato costruito con il tempio, ma non ci sono tracce precedenti di altre strutture. Il temenos o santuario dedicato a Poseidone, potrebbe essere stato legato ai santuari a Geraistos e Tainaros (Ταίναρος). L'isola era un tempo nota come Eirene (Εἰρήνη) ("pace"), chiaramente in riferimento all'anfizione. Un riferimento in Strabone da l'elenco delle poleis che appartenevano alla Lega:
(Strabone, Geografia VIII, 6.14.)
Trezene e Poros, che era considerato il porto di Trezene, sono state omesse da Strabone. Tuttavia, non vi è alcuna prova archeologica a corroborare questa lista, e studiosi antichi e moderni ritengono che il temenos che celebra il "revival" deli'anfizione, può essere basato su una invenzione ellenistica; la festa certamente esisteva: è stata recuperata una targa del III secolo a.C. che celebra il "revival" della Lega di Calauria.
Dopo le guerre persiane, il rapporto amichevole tra Atene e Trezene sembra esser continuato e durante l'egemonia dell'Impero ateniese, prima della pace dei trent'anni (455 a.C.) Trezene era alleata di Atene, e a quanto pare, presidiata dalle truppe ateniesi; ma con questa pace gli Ateniesi furono costretti a cederla. (19.29)